# Exosporium ampullaceum
Exosporium ampullaceum är en svampart som först beskrevs av Petch, och fick sitt nu gällande namn av M.B. Ellis 1961. Exosporium ampullaceum ingår i släktet Exosporium, divisionen sporsäcksvampar och riket svampar.   Inga underarter finns listade i Catalogue of Life.